# Vivant Denon

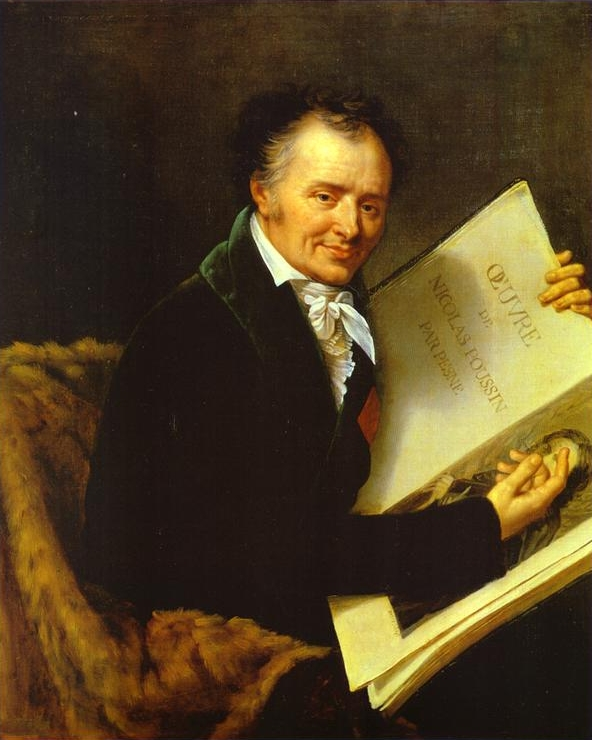
Vivant Denon

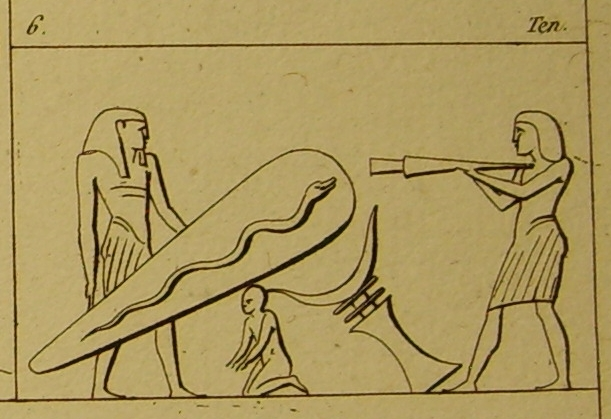
Illustratie uit Vivant Denons Voyage dans la basse et la haute Egypte

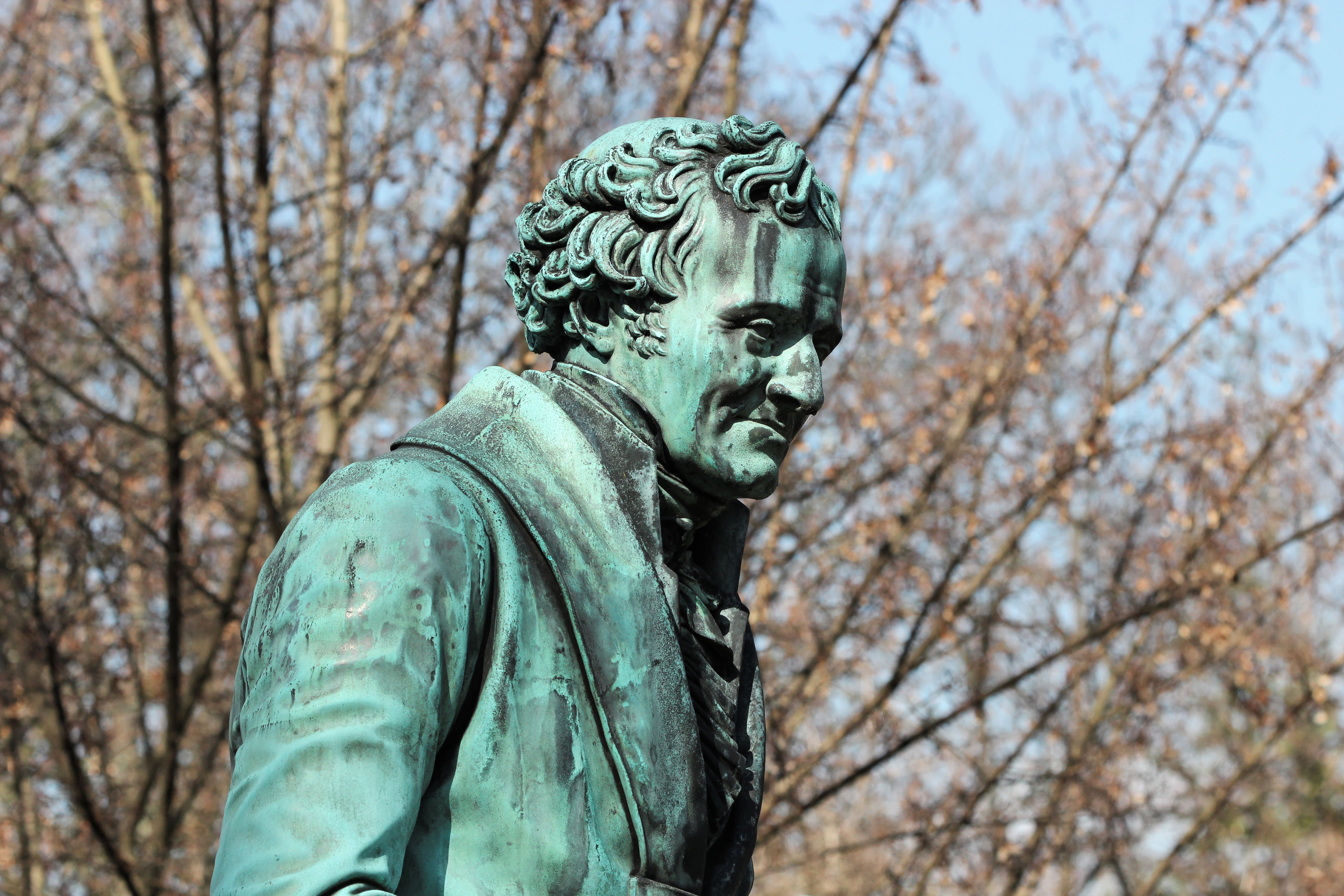
Grafmonument van Vivant Denon, cimetière du Père-Lachaise

Dominique Vivant, Baron de Denon (Chalon-sur-Saône, 4 januari 1747 – Parijs, 27 april 1825), beter bekend als Vivant Denon, was een Franse kunstenaar, schrijver, diplomaat en archeoloog. Een vleugel in het Louvre is naar hem vernoemd.

## Biografie
Denon studeerde rechten in Parijs maar bleek meer geïnteresseerd in kunst en literatuur en produceerde in 1769 een komedie, Julie, ou Le bon père. Hij werd een lieveling van koning Lodewijk XV, die hem benoemde tot secretaris van de Franse ambassade in Sint-Petersburg. Hij werd in 1774 naar de ambassade in Zweden gestuurd en werd een jaar later overgeplaatst naar de ambassade in Zwitserland. Tijdens zijn periode in Zwitserland bezocht hij Voltaire in Ferney en maakte een portret van hem. In Zwitserland schreef hij ook het erotisch verhaal Point de lendemain, dat in 1777 gepubliceerd werd. In 1782 vertrok hij naar Napels en diende daar eerst als secretaris van de Franse ambassade en vervolgens als chargé d'affaires.
De diplomatieke carrière van Denon eindigde in 1787 met de dood van zijn beschermheer, Charles Gravier, de graaf van Vergenne. Hij keerde terug naar Parijs om zich aan de kunst en literatuur te wijden en werd toegelaten tot de Koninklijke Academie voor Beeldhouw- en Schilderkunst. In 1789, tijdens een reis door Italië, brak de Franse Revolutie uit, en zijn eigendommen werden in beslag genomen. In 1793, op het hoogtepunt van de Terreur, reisde hij af naar Parijs waar hij, met behulp van Jacques-Louis David, een opdracht binnensleepte om republikeinse kostuums te ontwerpen. Onverschrokken bezocht hij Maximilien de Robespierre, die voorstelde om hem tot etser der natie te benoemen.
Denon was regelmatig te gast in de salon van Joséphine de Beauharnais en vergezelde in 1798 haar man, generaal Napoleon Bonaparte, tijdens zijn expeditie naar Egypte. Hij volgde generaal Desaix tijdens zijn expeditie naar Opper-Egypte en maakte vele schetsen van de overblijfselen van het Oude Egypte. Zijn schetsen werden gepubliceerd in 1802 in het tweedelige Voyage dans la basse et la haute Egypte.

### Directeur van het Musée Napoleon
In 1804 benoemde Napoleon, nu keizer, hem tot eerste directeur van het nieuwe Musée Napoleon in de gebouwen van het Louvre. De kunstwerken van de kunstverzameling waren voor een groot deel afkomstig uit de Franse koninklijke collectie, aangeslagen kastelen, ontwijde kerken en opgeheven kloosters. Een uitzonderlijke verzameling kwam voort uit Napoleons Egyptische expeditie in 1798. Het merendeel van de kunstwerken waren hetzij geroofd, hetzij genaast of onder dwang afgestaan, door het Vaticaan, door koninklijke paleizen, kerken en kloosters van de door Napoleon bezette gebieden. De verzameling in het Louvre van Italiaanse "primitieven" (schilderkunst uit de vroege renaissance) bijvoorbeeld werd door Denon persoonlijk verzameld tijdens een reis door Italië in 1812.
De door Denon bij elkaar gebrachte collectie was zonder meer uniek voor die tijd door de doordachte en uitgebreide opstelling. Op het gebied van de Italiaanse schilderkunst had Denon kunst bij elkaar gebracht die nauwelijks nog gewaardeerd werd. Maar door de werken aan een breder publiek te tonen en te catalogeren verkregen zij weer allure. Tijdens de maanden april en mei van 1814 zorgde deze uitzonderlijke collectie voor veel belangstelling bij de aanwezige gecultiveerde diplomaten en officieren. Kunstschilders als Benjamin Haydon en William Wilkie kwamen speciaal over vanuit Engeland om deze werken te bewonderen. Denon speelde daar handig op in door persoonlijk rondleidingen te geven en de openingstijden te verruimen. Hij stelde voor alle niet permanent getoonde werken te retourneren aan de rechtmatige eigenaars. Het betrof een tweehonderd schilderijen, enkele tientallen beelden en verder honderden andere werken. Denon kon elke bezoeker met verstomming doen staan voor de grandeur van het geheel. Bezoekers vertelden dat op deze wijze de kunst beter ontsloten werd dan op de plaatsen waar zij vandaan kwamen. De Franse museumstaf ontwikkelde ook nieuwe restauratietechnieken om de werken te verdoeken of van hout op doek over te brengen. Men begreep dat de geëtaleerde collectie van groot cultureel belang was die in stand diende gehouden te worden. Bij het eerste Verdrag van Parijs (1814) mocht Frankrijk dan ook alle kunstschatten behouden die ze tijdens de Franse revolutionaire en napoleontische periode uit heel Europa had geroofd.
Het tweede Verdrag van Parijs van 20 november 1815, opgesteld na de definitieve nederlaag van Napoleon in Waterloo, waarbij Frankrijk werd afgestraft,  bepaalde evenwel, onder protest van Talleyrand, dat deze roofkunst diende terug te keren naar de rechtmatige eigenaars. Talleyrand stelde dat het Verdrag van Parijs  het Louvre niet noemde en de inhoud ervan daarom erkende als nationaal Frans patrimonium en er geen reden was om dat aan te vechten. Het betrof 2065 schilderijen, 130 standbeelden, 289 bronzen voorwerpen en 2619 andere kunstvoorwerpen. Paus Pius VII stuurde daartoe de beeldhouwer Antonio Canova om teruggave te verkrijgen van alles wat uit het Vaticaan geroofd werd. De Pruisen lieten alles in beslag nemen waarop zij recht op meenden te hebben. De Oostenrijkers eisten alle kunstwerken op die uit de Oostenrijkse gebieden waren geroofd, inclusief Venetië en vrijwel geheel Noord-Italië. De Britse prins-regent begreep dat hij kunstwerken à la carte kon uitkiezen, zoals de Apollo van Belvedère, afkomstig uit de Vaticaanse musea. Kortom, het levenswerk van Vivant Denon werd vernietigd. Engelse toeristen in die dagen waren verontwaardigd, Parijzenaars huilden openlijk bij de aanblik van het vrijwel lege museum. Een getuige schreef: Het Louvre biedt momenteel een allertreurigste aanblik, de mooiste standbeelden zijn verdwenen en de helft van de rest ook; overal is het stoffig, slingeren touwen, schragen en katrollen rond, planken en rolwielen, enzovoorts. Wilhelm von Humboldt, die elke dag het Louvre bezocht en hem een onooglijk genoegen, mijn enig verzetje hier verschafte, zei dat Parijs een van zijn grootste schatten verloor en sprak van een iconoclasme.

### Latere jaren en dood
Na de Restauratie in 1814 mocht Denon van koning Lodewijk XVIII aanblijven als directeur van het Louvre, ondertussen omgedoopt tot Musée Royal. In 1816 werd hij alsnog gedwongen af te treden.
In de laatste 10 jaar van zijn leven werkte hij aan een geïllustreerde kunstgeschiedenis, maar bij zijn dood in 1825 was het werk niet klaar. Desalniettemin werd het in 1829 uitgegeven als Monuments des arts du dessin chez les peuples tant anciens que modernes, recueillis par Vivant Denon. Denons persoonlijke uitgebreide kunstcollectie, aangelegd tijdens de napoleontische periode, werd enkele dagen na zijn dood geveild. Denon ligt gepast begraven op de Cimetière du Père-Lachaise, onder een kunstig grafmonument.